# Viksta landskommun
Viksta landskommun var en tidigare kommun i Uppsala län. 

## Administrativ historik
Kommunen inrättades i Viksta socken i Norunda härad i Uppland när 1862 års kommunalförordningar trädde i kraft 1863. 
Vid kommunreformen 1952 gick den upp i Björklinge landskommun, som 1971 uppgick i Uppsala kommun. 

## Politik

### Mandatfördelning i Viksta landskommun 1938-1946
| 2 | 18 |

| 20 |

| 7 | 3 | 10 |

| 20 |

| 10 | 10 |

| 20 |